# Río Min
El Min (en chino, 岷江; pinyin, Min Jiang) es un río que discurre por el centro de la provincia de Sichuan de la República Popular China. Tiene 735 km de longitud y en Yibin (宜宾) se une al río Jinsha para dar lugar oficialmente a la formación del Yangtsé (Chang Jiang).

## Geografía

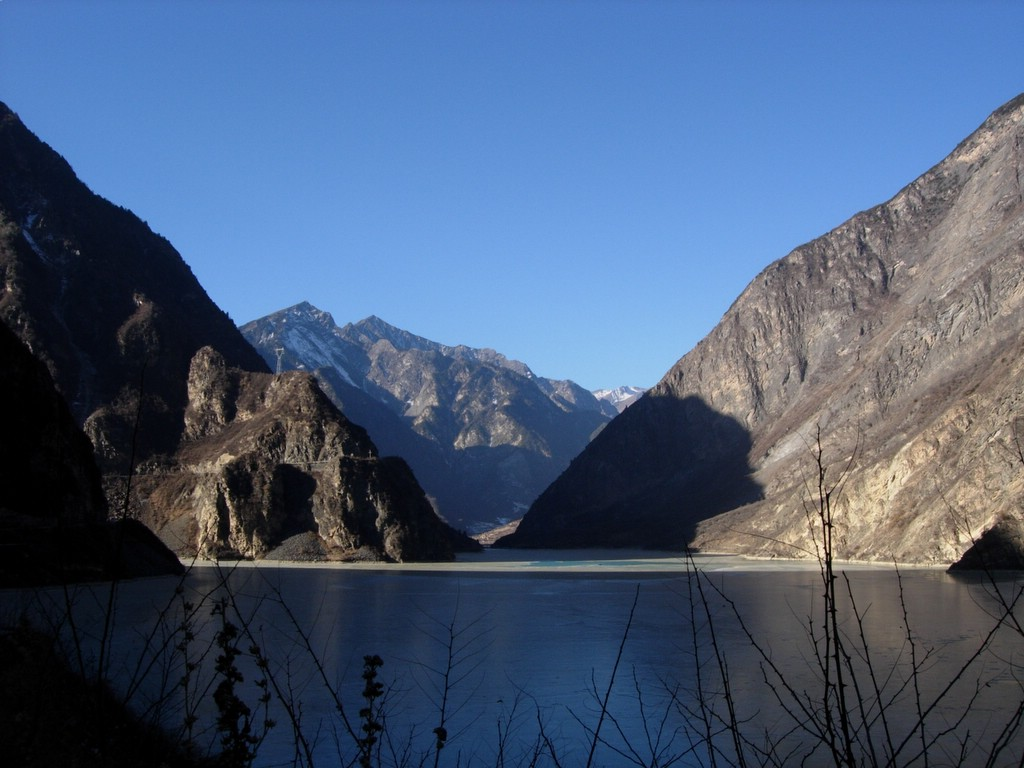
Embalse natural Diexi, en el curso alto, formado por un terremoto en 1933

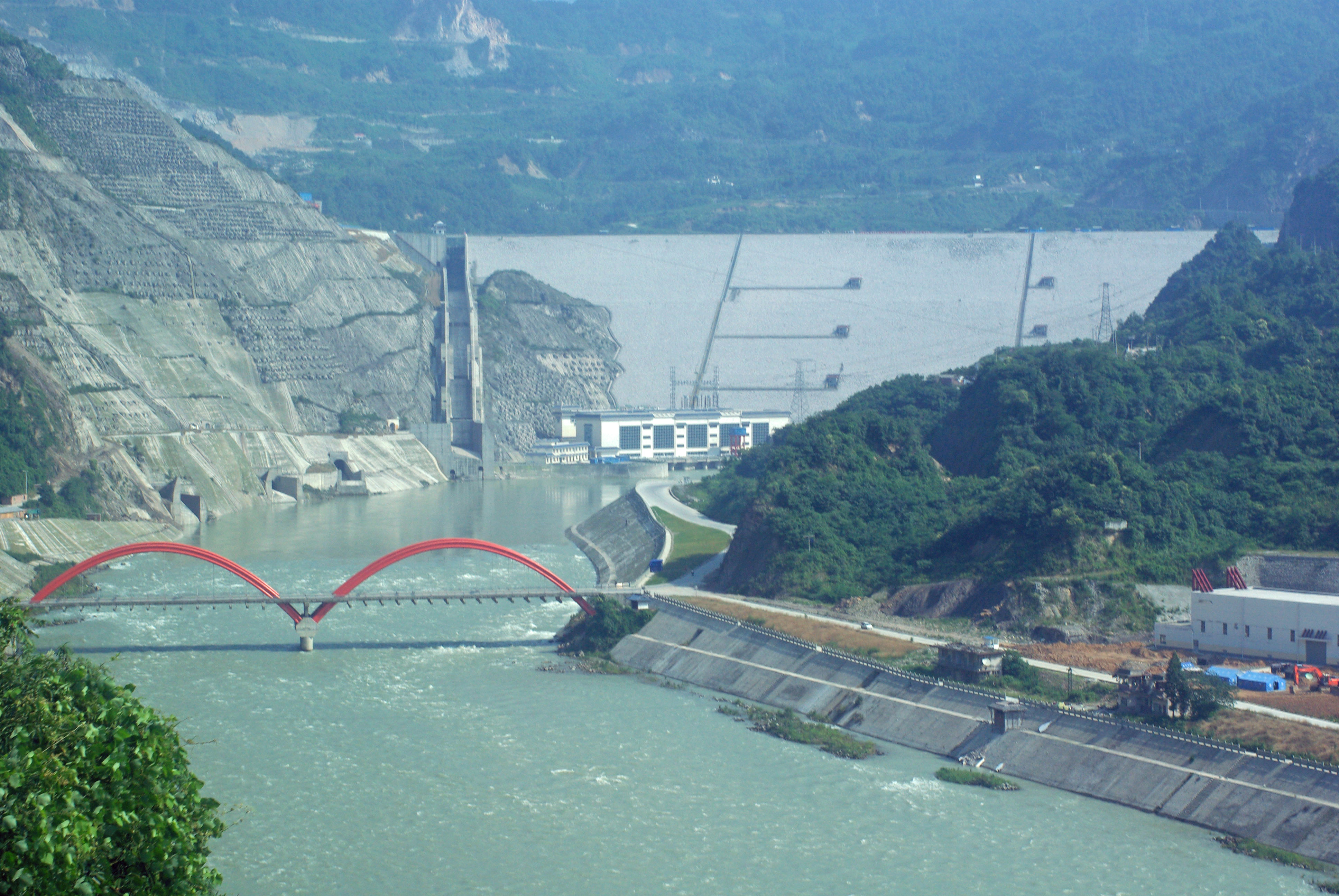
Presa de Zipingpu (2002-06)

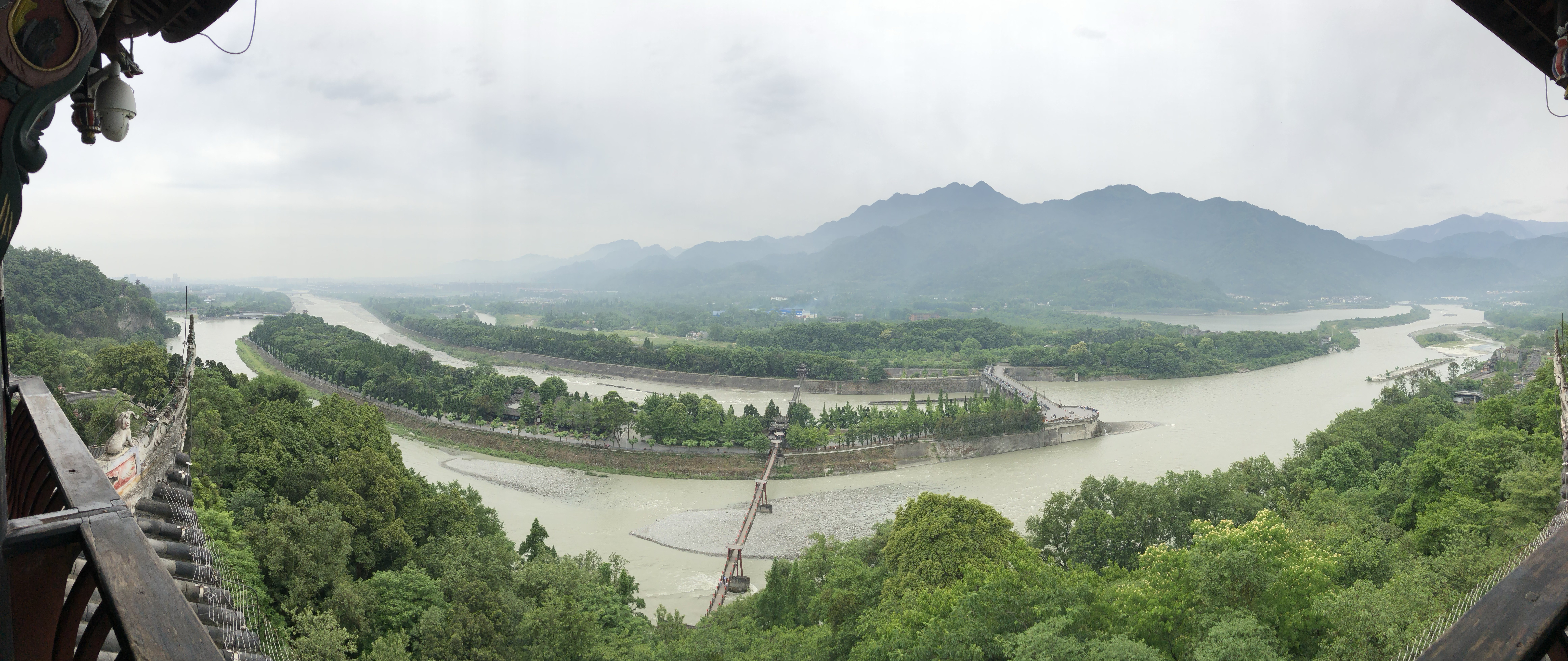
División del río para el sistema de irrigación de Dujiangyan

El río Min fluye en general en dirección sur. Se inicia en el norte de la provincia de Sichuan, donde su cuenca está limitada por las montañas Qionglai, en el oeste, y las montañas Min, en el este. En su curso alto llega al Lago Diexi, un embalse natural formada por el terremoto de Diexi de 1933 (solamente 3,5 km²). Sigue hacia el sur, recibiendo al Heishui y al Shaotang, por la derecha, y luego llega a la ciudad de Xuanko (12000 hab.), donde se produjo el terremoto de Sichuan de 2008 (que causó más de 70000 muertes en toda China). 
Nada más pasar Xuanko, tras una vuelta hacia el este, el río abandona las  montañas Longmen y se adentra en la llanura de Sichuan, cerca de la ciudad de Dujiangyan (unos 600000 hab. en 2003 en la ciudad-condado). En este tramo se encuentra la moderna presa de Zipingpu  (2002-06) y poco más abajo el antiguo sistema de irrigación de Dujiangyan, que fue comenzado en el siglo III a. C. y continuamente ampliado y mejorado y todavía en servicio.
El sistema de irrigación divide el cauce en varios distributarios, como los ríos Baitao, Jian'an y Bojiang, que servían y sirven para prevenir inundaciones e irrigar la amplia llanura en torno a la importante ciudad de Chengdu, la capital de la provincia de Sichuan (3972509 hab. en 2007). El río Min sigue su discurrir hacia el sur, dejando Chengdu a la izquierda y llegando a la ciudad de Xinjin (con unos 290000 hab. en 1999). En esta ciudad recoge a algunos afluentes de llanura, como los ríos Xihe, Xiejiang, y nuevos distributarios, como los ríos Nanhe y Pujiang. 
Sigue su rumbo sur, recibiendo al Fuhe por la izquierda, y luego sale de la llanura entre unos revueltas y recodos para llegar a una nueva llanura, la de la ciudad de Lesan. Aquí recibe por la derecha a su principal afluente, el largo río Dadu, de 1 155 km, que es más largo que el mismo río Min y que en puridad, su ramal debería de ser el curso alto del Min, ya que la longitud total del Dadu más el tramo del Min entre Leshan y el inicio del Yangtsé es mayor que la longitud del Min en sí, por lo que según el criterio de longitudes, sería el curso superior del Min el que debería de ser afluente del sistema fluvial Dadu-Min inferior.
Sigue el río su lento discurrir, con curvas y meandros y varias islas de gran tamaño en el cauce. Recibe, por la derecha, primero al corto río Muxi y luego al Mabian, y, por la derecha, al pequeño Yuexi. Se une al río Jinsha por la izquierda, en la ciudad de Yibin, para dar lugar oficialmente al nacimiento del río Yangtsé.
El nombre no debe confundirse con el del río Min  de Fujian, que se escribe 闽江.

## Biología
Una encuesta realizada por el biólogo Deng Qixiang encontró que sólo 16 de las 40 especies registradas de pescado en la década de 1950 se encuentran hoy en día. El Sichuan Taimen , una especie protegida, no se ha visto en un tramo de río, el distrito de Wenchuan, durante toda una década.